# Росен Желязков
Росен Желязков (болг. Росен Желязков; нар. 5 квітня 1968) — болгарський політик та державний діяч, прем'єр-міністр Болгарії з 16 січня 2025 року. Спікер Народних зборів Болгарії (2023—2024), депутат Народних зборів (2021—2025), міністр транспорту (2018—2021).

## Кар'єра
Розпочав кар'єру як юридичний консультант у районі Средець міста Софія. Послідовно займав посади старшого юридичного консультанта, секретаря та заступника мера. З 1995 року спеціалізувався як юрист у цивільних та господарських справах.
З 1998 по 1999 рік працював заступником міського голови у сфері «Закон та контроль» у Лозенецькому районі муніципалітету Софії.
2003—2009 — Секретар міської ради Софії.
Пізніше, з 2009 по 2013 роки займав посаду Генерального секретаря Ради міністрів.
Був прем'єр-міністром з питань державного управління та електронного урядування у 2014—2016 роках.
З 30 вересня 2016 року рішення Ради міністрів призначений головою Державного агентства з питань електронного урядування.
20 вересня 2018 року Національні збори Болгарії обрали Росена Желязкова міністром транспорту, інформаційних технологій та зв'язку.
Був членом парламенту Болгарії від партії ГЄРБ у 45, 46, 47, 48 та 49-х скликаннях Народних зборів поспіль.
19 квітня 2023 року за угодою між ГЄРБ та другою, за кількістю мандатів, фракцією в Народних зборах — Продовжуємо зміни(ПП)-Демократична Болгарія (ДБ), Росен Желязков був обраний головою парламенту. «За» — було 136 голосів.
Народні збори проголосували за уряд Желязкова, і 16 січня 2025 року Желязков став прем'єр-міністром.

## Взаємини з Україною
6 лютого 2024 року з офіційним візитом в умовах посиленої безпеки відвідав Україну.
Під час візиту Росен Желязков виступив з промовою у Верховній Раді України. Він підтвердив непохитну підтримку з боку Болгарії незалежності, суверенітету та територіальної цілісності України в межах її міжнародно визнаних кордонів і територіальних вод. Желязков привітав Україну з рішенням Європейської Ради розпочати переговори про вступ до ЄС. Болгарія повністю підтримує геополітичний вибір України вступити до ЄС. Болгарія планує допомогти Україні в справі відновлення критичної інфраструктури, енергетики, розвитку освіти.
Під час свого виступу у Верховній Раді України голова Народних Зборів Росен Желязков процитував слова загиблого українського воїна та поета Максима Кривцова «Я поверну собі своє життя…».